# 日産証券
日産証券株式会社（にっさんしょうけん、英語: Nissan Securities Co., Ltd.）は、株式・商品先物取引・外国為替証拠金取引を取り扱う証券会社である。同時に日産証券グループの子会社でもある。
ちなみに日産証券は、日産コンツェルンを源流とする各社とは一切、資本関係がなく、全く無関係である。

## 概要
1948年に日山証券株式会社として創業。1950年に「日本産業証券株式会社」、1965年に「日産証券株式会社」へ商号を変更する。
2006年にセンチュリー証券（現・SBIネオトレード証券株式会社）の営業の一部を統合し、「日産センチュリー証券株式会社」となった。
2016年2月、日本ユニコム株式会社より商品先物取引対面部門及び付随事業を承継し、以前の商号であった「日産証券株式会社」へ商号を変更する。以前は春光グループの関連組織・春光懇話会に参加していた。
創業以来、地域密着型営業を主軸として店舗網の拡大を行い、2011年1月には、時代の変化に対応するために商品先物取引所の参加者資格を取得し、グループ会社である日本ユニコム株式会社からインターネット商品先物取引事業を承継する。
2012年4月にはトレイダーズ証券株式会社より日経225先物取引事業を承継、2012年8月にはエイチ・エス・フューチャーズ株式会社より商品先物オンライントレード事業を承継、2020年7月には第一商品株式会社より商品先物取引業の一部並びに一部の支店を承継するなど、M&Aにも積極的である。
また、日本で唯一東京証券取引所・大阪取引所・東京金融取引所・東京商品取引所・大阪堂島商品取引所の5市場における取引参加者資格を持つ証券会社である。

## 沿革
- 1948年1月 - 「日山証券株式会社」として設立
- 1949年5月 - 東京証券取引所に正会員登録
- 1950年12月 - 商号を「日本産業証券株式会社」に変更
- 1952年7月 - 本社を日本橋兜町に移転
- 1965年5月 - 商号を「日産証券株式会社」に変更
- 1988年9月 - 大阪証券取引所正会員登録
- 1990年12月 - 外為法上の指定証券会社の認可取得
- 1999年6月 - 損害保険代理業開始
- 1999年10月 - 生命保険代理業開始
- 2004年7月 - 証券仲介業者への業務委託開始
- 2006年6月 - センチュリー証券の営業の一部を統合し、商号を「日産センチュリー証券株式会社」に変更
- 2011年1月 - 日本ユニコム株式会社より商品先物取引オンライントレード部門及び付随する業務を承継、東京工業品取引所・東京穀物商品取引所の取引参加者資格取得、商品先物取引法に基づく商品先物取引業の許可
- 2011年5月 - 第二種金融商品取引業の登録、社団法人金融先物取引業協会に加入
- 2012年4月 - トレイダーズ証券株式会社より日経225先物取引事業を承継
- 2012年8月 - エイチ・エス・フューチャーズ株式会社より商品先物オンライントレード事業を承継
- 2013年2月 - 国内初、EUREXのNCM（非清算会員）資格を取得
- 2013年4月 - 株式会社セブンインベスターズの全株式取得
- 2014年2月 - 株式会社セブンインベスターズより店頭外国為替証拠金取引事業を承継
- 2014年7月 - 東京金融取引所の為替証拠金取引及び株価指数証拠金取引に係る取引資格並びに清算資格を取得
- 2015年6月 - 株式会社Noah's planning（現：日産証券プランニング株式会社）を子会社化
- 2016年2月8日 - 日本ユニコム株式会社より商品先物取引対面部門及び付随事業を承継。「日産証券株式会社」へ商号変更[1]
- 2020年7月20日 - 第一商品より東京商品取引所貴金属市場、ゴム市場、農産物市場の取引銘柄、新宿・名古屋・大阪の各支店を承継[2]
- 2021年1月1日 - 新潟県内3店舗（新潟支店、長岡支店、高田支店）における第一種金融商品取引業（金融商品取引法第28条第8項に規定する有価証券関連業に限る）を、岡三にいがた証券へ譲渡[3][4]
- 2021年3月22日 - 日産証券は、フジフューチャーズ株式会社が営む金融商品取引業（金融商品取引法第2条第8項第1号に規定する商品関連市場デリバティブ取引に関する事業に限る）及び商品先物取引業（商品先物取引法第2条第22項に規定するもの）の一部及びそれに付帯する業務を譲受ける[5][6]。また、フジフューチャーズは2021年5月19日、商品先物取引業を廃止し[7]、自主廃業。
- 2021年6月 - 日産証券は岡藤商事の金融商品取引業などを吸収分割により承継。その後、岡藤商事は2022年9月13日に商品先物取引業を廃止し[8]、9月30日の臨時株主総会において、解散を決議した。
- 2021年9月 - 三京証券（株）より事業の一部を承継。

## 歴史

### 日本ユニコムによる買収以前
1987年、日産証券は山一證券を割当先として50万株の第三者割当増資を行う。1990年、顧客層拡大などを目的として、投資家を対象とした情報誌「ネクストワン」を発行。
1992年、日産証券は系列の投資会社である「日産投資顧問」を解散し、投資顧問業から撤退。同社は日本株市場の株価低迷の影響を受け、長期間、事実上の休眠状態であった。同年、日産証券を含めた中小証券会社の18社が、市場の株価低迷が続く中、出資金などの経費削減を目的として東京金融先物取引所（TIFFE）の一般会員を脱退。
1994年、日産証券は法人営業を強化する。アナリストが法人顧客に個別銘柄の情報を提供する体制を整備。旧調査部を吸収して投資情報部を新設し、人員を強化した。ファナック株急落の際は、同銘柄に関して機関投資家に素早く情報提供をした。独自の調査により得ることが出来たミクロの情報を提供することに注力した。
1997年、中堅・中小証券会社の経営者で組織する「一月会」（日本証券業協会に会員の意見、要望を取りまとめて伝える役割を果たしている団体）の会長に、当時の日産証券会長（小沼敏一氏）が就任。同氏はビッグバン（金融大改革）に向けて、証券税制や手数料自由化の時期などについての意見を、取りまとめていく意向を表明。
1999年、証券会社の保険業務が解禁されたのに伴って、日産証券は保険商品の販売に参入する。営業員全員が損害保険販売員の資格を取得し、日産火災保険の商品を全店舗で販売する事や、外資系保険会社の商品を取り扱うことを検討した。
2004年、インターネットを用いた株式の信用取引サービスを個人向けに開始した。

### 日本ユニコムによる買収以後
2005年9月8日、商品先物大手の日本ユニコムが、日産証券を買収すると発表。同社は全額を出資している子会社である、ユニコム・インベストメントを通じて日産証券の過半数の株式を取得。
2006年2月14日、日本ユニコムは取締役会で、8月を目途として持ち株会社体制へ移行することを決定。持ち株会社の傘下に日本ユニコム、センチュリー証券、日産証券の三社を置くグループ体制の構築を目指す。同年、日産証券は損保ジャパン・アセットマネジメントが運用する投資信託「高配当ジャパン・オープン」を販売。

### 日産センチュリー証券へ社名変更
同年、日本ユニコムはセンチュリー証券と日産証券の二社を吸収分割方式で再編し、子会社の役割分担を明確にした。センチュリー証券は社名を「サンライズキャピタル証券」に変更し、投資銀行業務に特化させた。一方、日産証券は社名を「日産センチュリー証券」に変更し、個人、法人営業に特化させた　(センチュリー証券の個人、法人営業部門を日産証券が引き継ぐことで、再編が行われた。)。
同年、2004年からセンチュリー証券の社長を務めていた野澤正平（旧山一證券元社長）が社長に就任。
2012年、二家英彰が会長職を離れ、38歳で社長に就任。

### 日産証券へ社名変更
2016年2月8日、日産センチュリー証券は日本ユニコムから商品先物取引業務を引き継いだ。同日、日産センチュリー証券は「日産証券」へと社名変更した。同年、個人投資家がインターネットを利用して株式を売買できるサービスを開始。約定価格が10万円以上の場合の、売買委託手数料が業界最低水準となる。同年、東京商品取引所での売買代金受け渡しなどの清算業務において、シティバンク銀行に協力し、同行の顧客が先物取引で決済不履行等の違約を起こした際の市場での後処理を代わりに行うこととなった。同年、東京商品取引所は個人投資家が参入するなどして市場がさらに活性化することを狙い、金の現物取引を開始した。それに伴い、日産証券を含めた3社（日産証券、豊商事、サンワード貿易）が取り扱いを始めた。

### 岡藤HDと経営統合、事業譲受による事業拡大
2018年6月、岡藤ホールディングス（岡藤HD）と資本業務提携し、同社の子会社、岡藤商事の商品先物取引事業の顧客の一部を日産証券に移管した。
2019年2月13日、日産証券は岡藤HDと経営統合に向けて協議・検討することで合意したと発表。同年8月1日、岡藤HDは日産証券の親会社であるユニコムグループホールディングスから日産証券の株を普通株式20万位株を取得。岡藤HDによる日産証券株の持ち株比率（自己株式を除く）は2.39％となる見込みとなった。
2020年5月28日、第一商品が同社の不正会計に伴い、日産証券に貴金属や農産品などの主な先物取引業を譲渡すると発表。譲渡価格は消費税を除いて8億9400万円であった。譲渡された負債のうち、預かり証拠金は86億6900万円、預かり証拠金代用有価証券は9億5400万円であった。
2021年3月22日、フジフューチャーズから金融商品取引業及び商品先物取引業を譲受した際には、東京地方裁判所民事第７部において第一審が、東京高等裁判所第４民事部において控訴審が、フジフューチャーズの代表取締役社長であった佐藤昇とフジフューチャーズとの間で係争中であったにもかかわらず、同社は事業譲受を強行したことから、2021年4月8日、佐藤昇は同社と岡藤日産証券ホールディングス に対して損害賠償請求事件を提起したが、2021年8月10日、請求棄却の判決が言い渡された。

## 関連人物
- 野澤正平（元社長。山一證券最後の社長として知られる）